# Antonio Panzera
Antonio Panzera (Giuliano di Lecce, 25 febbraio 1825 – Lecce, 9 ottobre 1886) è stato un politico italiano.

## Biografia
Sindaco di Lecce e Presidente del Consiglio provinciale leccese, fu Deputato del Regno d'Italia per tre legislature. Venne eletto anche nella XVI legislatura, ma morì prima che la sua elezione fosse riferita alla Camera.